# ديلي تلغراف
ديلي تلغراف (بالإنجليزية: The Daily Telegraph)‏ المعروفة على شبكة الإنترنت باسم التلغراف، هي صحيفة يومية بريطانية وطنية نُشرت في لندن بواسطة مجموعة تلغراف للإعلام الموزعة عبر المملكة المتحدة والعالم.
تأسست بواسطة آرثر بي سليغ في عام 1855 كصحيفة التلغراف والساعي. وقد وصفت صحيفة التلغراف كصحيفة سجل وعمومًا لديها سمعة دولية من حيث جودتها، وصفها أمول راجان بأنها «واحدة من أعظم عناوين العالم».
تصنف منصة التقييم أول سايد الجريدة على أنها تميل إلى اليمين، على الرغم من تصنيفها منذ عام 2010 بأنها يمينية متشددة، خاصة فيما يتعلق بالهجرة وخروج بريطانيا من الاتحاد الأوروبي والصين. تم تغريمها بمبلغ 30 ألف جنيه إسترليني بسبب «إرسالها بريدًا إلكترونيًا غير مرغوب به إلى مئات الآلاف من المشتركين وحثهم على التصويت لصالح المحافظين».
يظهر شعار الصحيفة «كان، ولا يزال، وسيكون» في صفحات التحرير وقد برز في كل طبعات الصحف منذ 19 أبريل/ نيسان عام 1858. كان لدى الصحيفة 363,183 نسخة مطبوعة في ديسمبر/ كانون الأول من عام 2018، حيث انخفضت نتيجة الاتجاهات الصناعية من 1.4 مليون في عام 1980. كان لدى شقيقتها، صحيفة صنداي تلغراف، التي بدأت العمل في عام 1961، 281,025 نسخة مطبوعة حتى كانون الأول عام 2018. تعد صحيفة التلغراف من الصحف المروجة لصحيفة برودشييت في المملكة المتحدة وسادس أكبر الصحف من بين الصحف المملكة المتحدة في 2016. تعمل الصحيفتان الشقيقتان لتلغراف بشكل منفصل، لكن هناك عمل مشترك على مستوى القصص.
كانت صحيفة التلغراف أول صحيفة تنشر عددًا من أدق التفاصيل البارزة، من بينها فضيحة نفقات النواب 2019 التي أدت إلى عدد من الاستقالات السياسية البارزة، والتي حصلت الصحيفة على إثرها بلقب الصحيفة البريطانية السنوية لعام 2009، وكذلك تحقيقها السري لعام 2016 الذي أجرته حول مدير كرة القدم في إنجلترا سام الأرديسي. مع ذلك، يتّهمها النقاد، بما في ذلك كبير المعلقين السياسيين السابقين في الصحيفة، بيتر أوبورن، بأنها تتأثر بشكل مفرط بالمُعلنين، خاصة شركة هونغ كونغ وشنغهاي للخدمات المصرفية.
أفادت التقارير في الـ 26 من تشرين الأول/ أكتوبر 2019 بأن مالكي صحيفة ديلي تلغراف وصنداي تلغراف قد طرحا اسميهما للبيع بعد تراجع الأرباح وعدد الطبعات، وقد نُكرت التقارير بعد إشاعات البيع.

## التاريخ

### التأسيس والتاريخ المبكر
أسس العقيد آرثر بي سليغ في حزيران/ يونيو من 1855 صحيفة التلغراف والساعي لتقديم شكوى شخصية على الهواء ضد القائد الأعلى للجيش البريطاني المستقبلي، الأمير جورج دوق كامبريدج. وافق مالك صحيفة صنداي تايمز جوزيف موسى ليفي على طباعة الصحف، ونُشرت الطبعة الأولى في 29 حزيران 1855. بلغت قيمة الصحيفة الواحدة 2 دينار (روماني) وكانت تتألف من أربع صفحات. مع ذلك، أكدت الطبعة الأولى على جودتها واستقلال موادها وصحفييها قائلةً:
سنمضي بأسلوب عالٍ من العمل المستقل. 
بالرغم من ذلك لم يحالفها النجاح، ولم يتمكن سليغ من دفع فاتورة الطباعة لليفي. استولى ليفي على الصحيفة، وهدف إلى إنتاج صحيفة أرخص من منافستيه الرئيستين في لندن، صحيفة ديلي نيوز وصباح بوست لتوسيع حجم السوق ككل. عيّن ليفي ابنه إدوارد ليفي لاوسون واللورد بورنهام ووثورنتون لي هانت لتحرير الصحيفة. أعاد اللورد بورنهام طرح الصحيفة على أنها صحيفة الديلي تلغراف مع شعار «أكبر وأفضل وأرخص صحيفة في العالم». وضع هانت مبادئ الصحافة وأرسلها إلى ليفي: «ينبغي أن نعد تقارير عن كل الأحداث البارزة في العلوم». كذلك صرحوا بـ «أن الجمهور يمكنه فهم ما يحدث ويمكنه أن يرى تأثير ذلك على حياتنا اليومية ومستقبلنا. ينبغي أن يطبق المبدأ نفسه على كل الأحداث الأخرى في الموضة والاختراعات الجديدة والطرق الجديدة لإدارة الأعمال».
في عام 1876، نشر جول فيرن روايته مايكل ستوغوف، التي تدور قصتها حول انتفاضة خيالية وحرب في سيبيريا. وقد أدرج فيرن ضمن الشخصيات التي وردت في الكتاب مراسلَ حرب في صحيفة الديلي تلغراف، اسمه هاري بلونت الذي وُصِف كصحفي استثنائي ومخلص في عمله وداهية وشجاع يخوض مخاطر شخصية كبيرة لمتابعة الحرب الجارية عن كثب ولإحضار أخبار دقيقة عنها إلى قرّاء صحيفة تلغراف، قبل الصحف المتنافسة.

### من 1945 إلى 1901
في عام 1908، أجرى القيصر الألماني فيلهلم الثاني مقابلة مثيرة للجدل مع صحيفة ديلي تلغراف أثرت في العلاقات الأنجلو ألمانية، وأُضيفت إلى التوترات الدولية التي أعقبت الحرب العالمية الأولى. في عام 1928، قام ابن البارون برنهام هاري لاوسون ويبستر ليفي-لاوسون البارون برنهام الثاني ببيع الصحيفة إلى وليام بيري، أول فيسكونت كامروز، بالشراكة مع شقيقه جيل بيري، أول فيسكونت كيمللي وإدوارد إلييف، أول بارون إلييف.
في عام 1937، استحوذت الصحيفة على صحيفة الصباح بوست التي تبنَّت تقليديًا موقفًا محافظًا وبيعت على الأغلب بين طبقة الضباط المتقاعدين. في الأصل، اشترى ويليام بيري، أول فيسكونت كامروز، صحيفة الصباح بوست بنية نشرها إلى جانب صحيفة ديلي تلغراف لكن المبيعات الفقيرة السابقة قادته إلى دمج الاثنتين. لبعض السنوات، غُير اسما صحيفتي ديلي تلغراف والصباح بوست قبل أن تُعادا تحت اسم واحد وهو صحيفة ديلي تلغراف.

### 2023-2024 عرض الاستحواذ
في يونيو 2023 ، ذكرت صحيفة الجارديان وغيرها من الصحف أنه بعد انهيار المناقشات المتعلقة بالنزاع المالي ، كان لويدز بنك يخطط للسيطرة على الشركات التي تمتلك ألقاب التلغراف والمتفرج وتبيعها., وصف ممثلو عائلة باركلي التقارير بأنها "غير مسؤولة". بحلول 20 أكتوبر ، تم بدء بيع المنشورات بعد أن استولى المصرفيون على السيطرة. عينت لويدز أجهزة الاستقبال وبدأت في التسوق العلامات التجارية لمقدمي العروض.
في نوفمبر 2023 ، أثار المشرعون المحافظون مخاوف الأمن القومي ، ودفعوا الحكومة للتحقيق في دعم حكومة الإمارات العربية المتحدة لعائلة باركلي لاستعادة التلغراف. كانت عائلة باركلي على استعداد لسداد قرض مليار جنيه إسترليني لبنك لويدز ، بعد أن تم مساعدة ذلك من خلال القرض من Redbird IMI ، وهو مشروع مشترك بين شريك Redbird-Capital والاستثمار في وسائل الإعلام الدولية ومقره الإمارات ، لاستعادة التلغراف. قال المشرعون في المملكة المتحدة إن قبضة العائلة المالكة الإماراتية على التلغراف قد تكون "خطرًا على أمننا القومي".
هدد الرئيس أندرو نيل بالاستقالة إذا تمت الموافقة على البيع ، قائلاً "لا يمكنك أن يكون لديك مجموعة كبيرة من الصحف الرئيسية التي تملكها حكومة أو ديكتاتورية غير ديكتاتورية حيث لا يوجد أحد يصوت". عارض فريزر نيلسون ، محرر المتفرج الذي سيتم تضمينه في البيع ، هذه الخطوة ، قائلاً: "السبب في أن الحكومة الأجنبية ترغب في شراء أحد الأصول الحساسة هو السبب في حذر الحكومة الوطنية من البيع هم."
كانت لوسي فريزر تدرس إجراء تحقيق متعمق في عملية الاستحواذ المقترحة على RedBird IMI، محذرة من أن الممولين الإماراتيين "قد يكون لديهم الحافز" للتأثير على صحفيي الصحيفة. وفي الوقت نفسه، قدمت الليدي ستويل تعديلاً على مشروع قانون الأسواق الرقمية، والذي يهدف إلى تفويض البرلمان باستخدام حق النقض ضد عمليات الاستحواذ الحكومية الأجنبية على الكيانات الإعلامية البريطانية.,
صوت اللوردات على قانون جديد، تم بموجبه فرض قيود على الحكومات الأجنبية فيما يتعلق بملكية الصحف والمجلات البريطانية. وبموجب القانون، سيُسمح للقوى الأجنبية، بما في ذلك الإمارات العربية المتحدة، بالحصول على حصة تصل إلى 0.1 في المائة في صحيفة ديلي تلغراف وذا سبكتاتور وغيرها من المطبوعات.,
في أبريل 2024 ، حظرت حكومة المملكة المتحدة شركة Redbird IMI المدعومة من دولة الإمارات العربية المتحدة ، من الاستيلاء على صحيفة ديلي تلغراف ، المتفرج ، وذوي تلغراف صنداي ، من خلال تقديم قوانين جديدة منعت القوى الأجنبية من امتلاك الصحف البريطانية. أكدت Redbird أيضًا أنها ستسحب خطط الاستحواذ عليها ، قائلة إنها "لم تعد ممكنة".

## وصلات خارجية
- ديلي تلغراف على موقع الموسوعة البريطانية (الإنجليزية)
- الموقع الرسمي (بالإنجليزية)